# ورزشگاه خوخنوارت

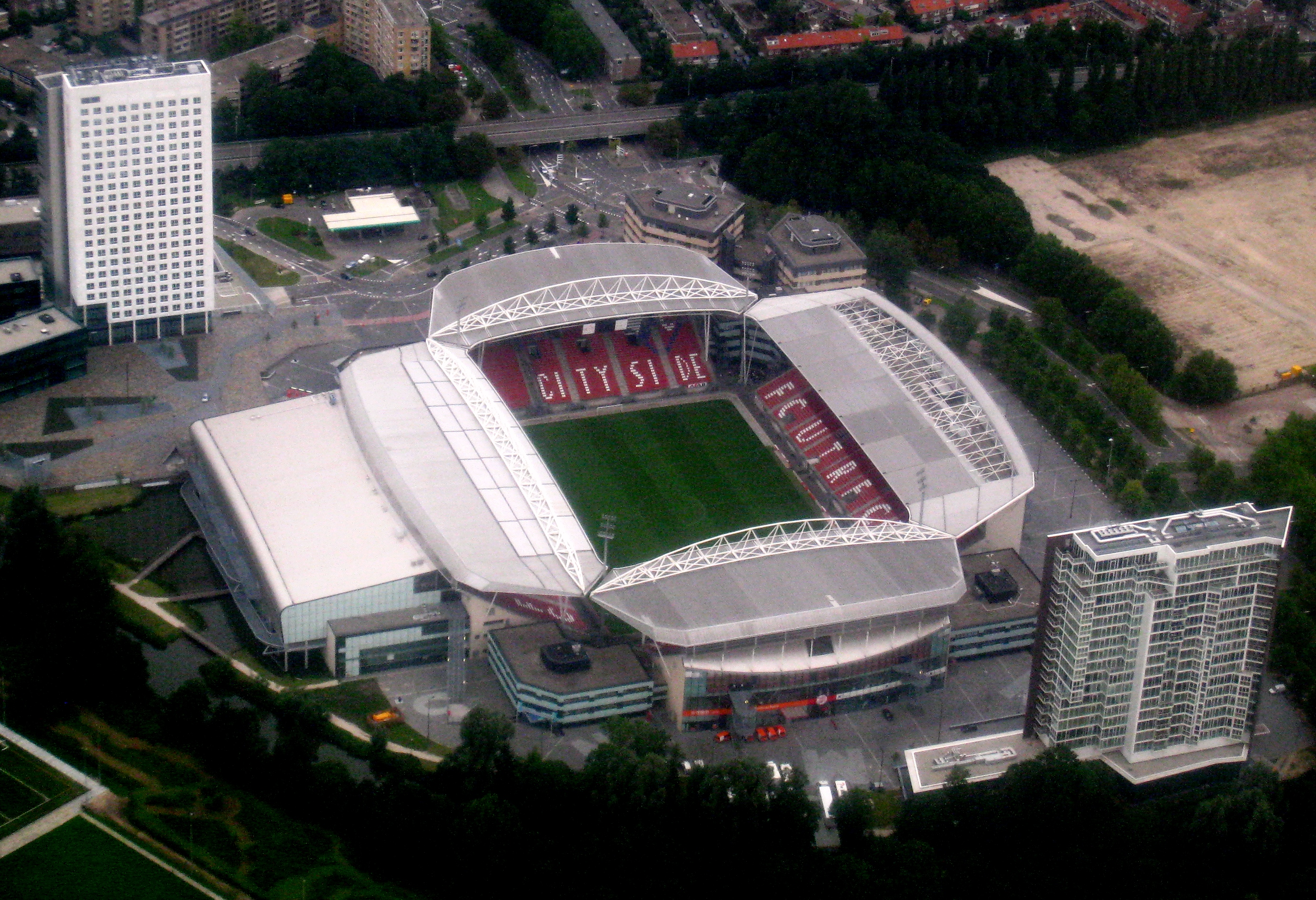
Aerial view of Stadion Galgenwaard

ورزشگاه خوخنوارت یک ورزشگاه فوتبال واقع در شهر اوترخت هلند است. این ورزشگاه از سال ۱۹۷۰ ورزشگاه خانگی تیم فوتبال اوترخت است. این ورزشگاه در ابتدای قرن بیست و یکم مورد بازسازی قرار گرفته است و هم‌اکنون دارای گنجایش ۲۳٬۷۵۰ نفر تماشاگر است.
ورزشگاه جدید خوخنوارت در سال ۱۹۸۲ بازگشایی شد و در آن زمان یکی از ورزشگاه‌های مدرن جهان به شمار می‌رفت. به خصوص به دلیل داشتن خندق‌هایی که دور زمین وجود داشت. پس از گذشت بیست سال باشگاه فوتبال اوترخت این نیاز را حس کرد تا به بازسازی و نوسازی این ورزشگاه بپردازد. جایگاه اصلی تماشاگران به قسمت شمالی انتقال پیدا کرد و برای فصل ۲۰۰۲–۲۰۰۱ بازگشایی شد.
جایگاه قدیمی نیز بازسازی شد و یک سال بعد دارای دو جایگاه تماشاگران در دو طرف زمین شد. فصل پیش اما جایگاه‌های ایستاده پشت دروازه عوض شدند و اکنون این ورزشگاه دارای ۲۴٬۴۲۶ صندلی است. این ورزشگاه نام کنونی خود، ورزشگاه خوخنوارت, را از ژانویه ۲۰۰۲ دارد. چندین بازی بین‌المللی تیم ملی فوتبال هلند نیز در این ورزشگاه انجام شده است که اولین آن در تاریخ ۲۷ آوریل ۱۹۸۳ یک بازی دوستانه در مقابل تیم ملی فوتبال سوئد (۰–۳) بود. آخرین بازی انجام شده نیز در تاریخ ۳ سپتامبر ۲۰۰۴ و در قالب یک بازی دوستانه بود که با برد ۳–۰ مقابل تیم ملی فوتبال لیختن‌اشتاین به پایان رسید.
این ورزشگاه همچنین دو بازی فینال جام جهانی را میزبانی کرده است.